# Jamea Jackson
Pour les articles homonymes, voir Jackson.
Ne pas confondre avec Zina Garrison
Jamea Jackson (née le 7 septembre 1986 à Atlanta) est une joueuse de tennis américaine, professionnelle de mars 2003 au 24 août 2009.
En avril 2006 à Ettenheim, Jamea Jackson a donné un avantage décisif de trois victoires à une aux États-Unis dans le quart de finale de la Fed Cup face à l'Allemagne. Elle n'a jamais remporté de titre WTA. Après de nombreux problèmes à la hanche et trois opérations, elle décide en 2009 de mettre un terme à sa carrière.
Elle a été la première joueuse de l'histoire à utiliser le système Hawk-Eye (assistance vidéo à l'arbitrage) à Miami.

## Palmarès

### Titre en simple dames
Aucun

### Finale en simple dames
| No | Date       | Nom et lieu du tournoi  | Catégorie | Dotation  | Surface      | Vainqueure     | Score       |          |
| -- | ---------- | ----------------------- | --------- | --------- | ------------ | -------------- | ----------- | -------- |
| 1  | 12-06-2006 | DFS Classic, Birmingham | Tier III  | 200 000 $ | Gazon (ext.) | Vera Zvonareva | 7-612, 7-65 | Parcours |

## Parcours en Grand Chelem

### En simple dames
| Année | Open d'Australie | Open d'Australie  | Internationaux de France | Internationaux de France | Wimbledon       | Wimbledon          | US Open         | US Open           |
| ----- | ---------------- | ----------------- | ------------------------ | ------------------------ | --------------- | ------------------ | --------------- | ----------------- |
| 2004  | -                | -                 | -                        | -                        | -               | -                  | 1er tour (1/64) | Cara Black        |
| 2005  | -                | -                 | -                        | -                        | 2e tour (1/32)  | Lindsay Davenport  | 1er tour (1/64) | Jill Craybas      |
| 2006  | 2e tour (1/32)   | Anastasia Myskina | 2e tour (1/32)           | Anna-Lena Grönefeld      | 2e tour (1/32)  | Daniela Hantuchová | 2e tour (1/32)  | Victoria Azarenka |
| 2007  | -                | -                 | 1er tour (1/64)          | Samantha Stosur          | 1er tour (1/64) | Amélie Mauresmo    | 1er tour (1/64) | Nicole Pratt      |
| 2008  | -                | -                 | -                        | -                        | -               | -                  | 1er tour (1/64) | Alona Bondarenko  |

À droite du résultat, l’ultime adversaire.

### En double dames
| Année | Open d'Australie | Open d'Australie | Internationaux de France      | Internationaux de France | Wimbledon                     | Wimbledon                | US Open                       | US Open                     |
| ----- | ---------------- | ---------------- | ----------------------------- | ------------------------ | ----------------------------- | ------------------------ | ----------------------------- | --------------------------- |
| 2004  | -                | -                | -                             | -                        | -                             | -                        | 1er tour (1/32) Kelly McCain  | Marta Marrero Anabel Medina |
| 2005  | -                | -                | -                             | -                        | -                             | -                        | 1er tour (1/32) Marissa Irvin | Chuang C.J. A. Morigami     |
| 2006  | -                | -                | 1er tour (1/32) M. Washington | Li Na Peng Shuai         | 1er tour (1/32) Claire Curran | L. Hradecká Hana Šromová | 1er tour (1/32) Aiko Nakamura | Cara Black Rennae Stubbs    |

Sous le résultat, la partenaire ; à droite, l’ultime équipe adverse.

### En double mixte
| Année | Open d'Australie | Open d'Australie | Internationaux de France | Internationaux de France | Wimbledon | Wimbledon | US Open                    | US Open             |
| 2006  | -                | -                | -                        | -                        | -         | -         | 2e tour (1/8) Jesse Levine | N. Dechy F. Santoro |

Sous le résultat, le partenaire ; à droite, l’ultime équipe adverse.

## Parcours en Fed Cup
| #                                                                      | Date       | Lieu      | Surface      | Gagnante(s)   | Perdante(s)         | Score         |          |
|                                                                        |            |           |              |               |                     |               |          |
| 2006 - 1/4 de finale (groupe mondial) - Allemagne - États-Unis - 2 : 3 |            |           |              |               |                     |               |          |
| 1                                                                      | 22/04/2006 | Ettenheim | Terre (ext.) | Jamea Jackson | Anna-Lena Grönefeld | 6-2, 3-6, 7-5 | Parcours |
| 1                                                                      | 22/04/2006 | Ettenheim | Terre (ext.) | Jamea Jackson | Martina Müller      | 7-62, 6-2     | Parcours |
|                                                                        |            |           |              |               |                     |               |          |
| 2006 - 1/2 finale (groupe mondial) - Belgique - États-Unis - 4 : 1     |            |           |              |               |                     |               |          |
| 2                                                                      | 15/07/2006 | Ostende   | Dur (int.)   | Kim Clijsters | Jamea Jackson       | 4-6, 6-2, 6-1 | Parcours |

## Classements WTA en fin de saison

### En simple
| Année | 2001 | 2002 | 2003 | 2004 | 2005 | 2006 | 2007 | 2008 |
| Rang  | 602  | -    | 448  | 179  | 75   | 45   | 587  | 274  |

Source : (en) « Classements de Jamea Jackson », sur le site officiel du WTA Tour

### En double
| Année | 2003 | 2004 | 2005 | 2006 |
| Rang  | 528  | -    | 374  | 337  |

Source : (en) « Classements de Jamea Jackson », sur le site officiel du WTA Tour